# Triepeolus rohweri
Triepeolus rohweri är en biart som beskrevs av Cockerell 1911. Triepeolus rohweri ingår i släktet Triepeolus och familjen långtungebin. Inga underarter finns listade i Catalogue of Life.